# Adlan Varajev
Adlan Abujevitj Varajev (tjetjenska: Адлан Абуевич Вараев), född 2 januari 1962 i Tjetjeno-Ingusjiska ASSR, död 3 maj 2016 i Tjetjenien, var en sovjetisk brottare som tog OS-silver i welterviktsbrottning i fristilsklassen 1988 i Seoul.